# G.Thimmapura, Kadur
G.Thimmapura là một làng thuộc tehsil Kadur, huyện Chikmagalur, bang Karnataka, Ấn Độ.